# Wildenbörten
Wildenbörten ist ein Ortsteil der Stadt Schmölln im thüringischen Landkreis Altenburger Land. Der Ort wurde am 1. Januar 2019 eingemeindet und war vorher eine eigenständige Gemeinde mit vier weiteren Ortsteilen, die der Verwaltungsgemeinschaft Oberes Sprottental angehörte.

## Geographie
Wildenbörten liegt westlich von Schmölln und östlich von Großenstein an der Landesstraße 2169 mit Anschluss an die Bundesstraße 7. Die Flur grenzt an das Zeitzer-Schmöllner-Lösshügelland, einen Ausläufer der Leipziger Tieflandsbucht. Begrünte Dorflagen und Bachläufe sowie Erosionsrinnen lockern die Landschaft auf. Die nächsten Städte sind Schmölln (5 km südöstlich) und Ronneburg (9 km südwestlich).
Angrenzende Orte sind Dobra, Graicha, Mohlis, Drogen, Nödenitzsch, Zagkwitz und der Löbichauer Ortsteil Großstechau.
Südlich von Wildenbörten befindet sich der Rosenberg (275 m) und ein unbenannter Berg (277 m). Auf dem Rosenberg befinden sich mehrere Gebäude.

## Geschichte

### Von der Ersterwähnung bis zur Gegenwart

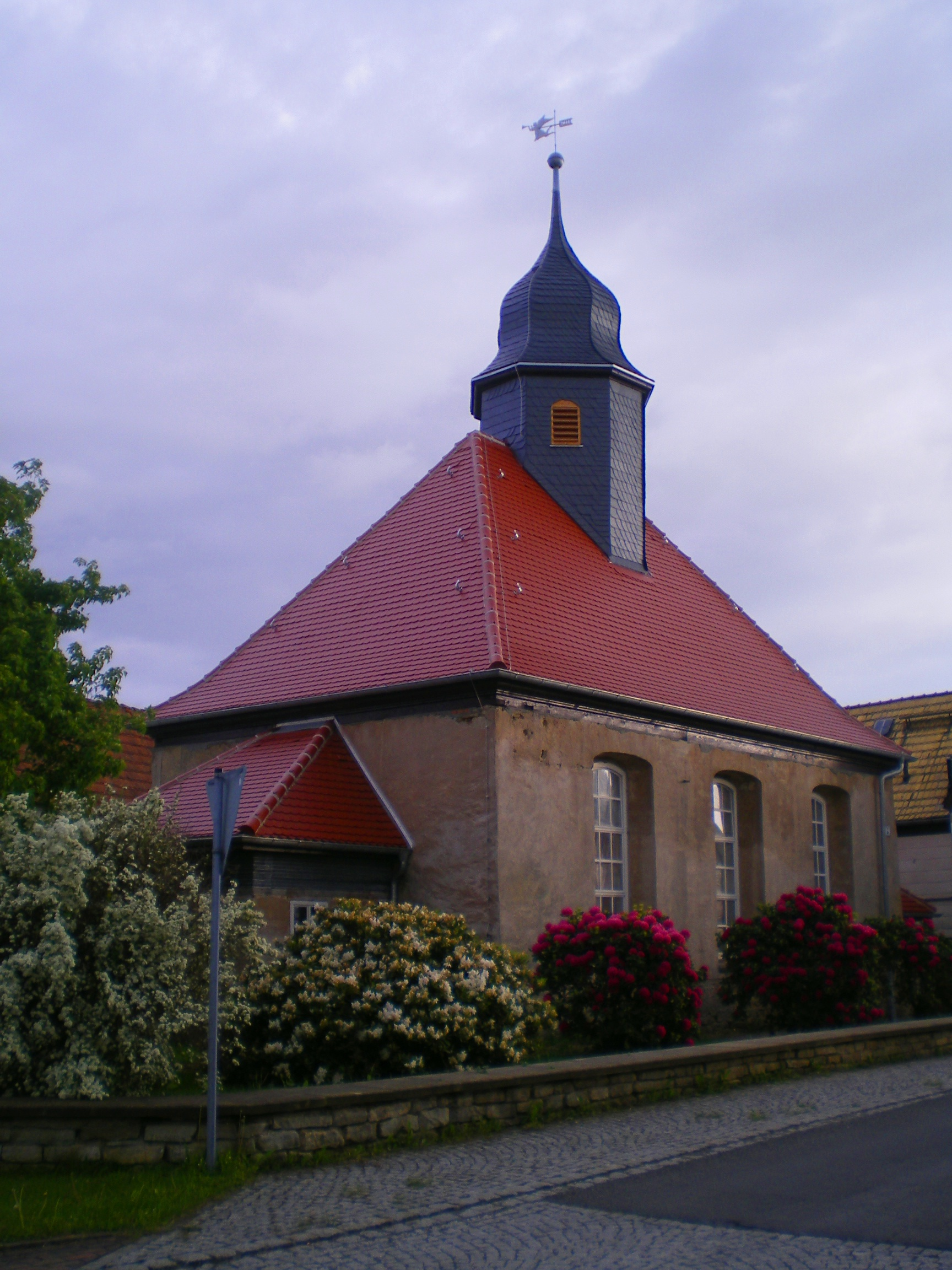
Dorfkirche

Wildenbörten wurde am 24. September 1140 erstmals urkundlich erwähnt. Wildenbörten gehörte zum wettinischen Amt Altenburg, welches ab dem 16. Jahrhundert aufgrund mehrerer Teilungen im Lauf seines Bestehens unter der Hoheit folgender Ernestinischer Herzogtümer stand: Herzogtum Sachsen (1554 bis 1572), Herzogtum Sachsen-Weimar (1572 bis 1603), Herzogtum Sachsen-Altenburg (1603 bis 1672), Herzogtum Sachsen-Gotha-Altenburg (1672 bis 1826). Bei der Neuordnung der Ernestinischen Herzogtümer im Jahr 1826 kam der Ort wiederum zum Herzogtum Sachsen-Altenburg.
Nach der Verwaltungsreform im Herzogtum gehörte Wildenbörten bezüglich der Verwaltung zum Ostkreis (bis 1900) bzw. zum Landratsamt Ronneburg (ab 1900). Das Dorf gehörte ab 1918 zum Freistaat Sachsen-Altenburg, der 1920 im Land Thüringen aufging. 1922 kam es zum Landkreis Altenburg.
Bei der zweiten Kreisreform in der DDR wurden 1952 die bestehenden Länder aufgelöst und die Landkreise neu zugeschnitten. Somit kam die Gemeinde Wildenbörten mit dem Kreis Schmölln an den Bezirk Leipzig; jener gehörte seit 1990 als Landkreis Schmölln zu Thüringen und ging bei der thüringischen Kreisreform 1994 im Landkreis Altenburger Land auf. Die Gemeinde Wildenbörten gehörte seit dem 1. Februar 1992 der Verwaltungsgemeinschaft Löbichau-Wildenbörten an, die am 12. Oktober 1994 in der Verwaltungsgemeinschaft Oberes Sprottental aufging.

### Eingemeindungen
1939 wurde zunächst Kakau nach Hartroda eingemeindet, das wiederum 1952 nach Dobra eingemeindet wurde. Graicha wurde am 1. Juli 1950 nach Wildenbörten eingemeindet, Dobra folgte 1971. Die Gemeinde Wildenbörten selbst wurde am 1. Januar 2019 nach Schmölln eingemeindet.

### Einwohnerentwicklung
1910 lebten in den zur ehemaligen Gemeinde Wildenbörten gehörenden Orten zusammengenommen 477 Einwohner.
Entwicklung der Einwohnerzahl (Stand jeweils 31. Dezember):
| - 1994: 423 - 1995: 440 - 1996: 435 - 1997: 444 - 1998: 442 - 1999: 425 - 2000: 420 - 2001: 411 | - 2002: 395 - 2003: 385 - 2004: 392 - 2005: 390 - 2006: 390 - 2007: 372 - 2008: 351 - 2009: 334 | - 2010: 329 - 2011: 308 - 2012: 306 - 2013: 278 - 2014: 259 - 2015: 258 - 2016: 266 - 2017: 258 | - 2018: 252 - 2019: 259 - 2020: 254 - 2021: 253 - 2022: 248 - 2023: 244 - 2024: 234 |

Datenquelle: 1994 bis 2018 Thüringer Landesamt für Statistik, 2019 bis 2024 Auskunft Einwohnermeldeamt der Stadt Schmölln

## Politik

### Ortsteilrat
Seit der Kommunalwahl am 26. Mai 2024 setzt sich der Ortsteilrat – seit der Eingliederung von Wildenbörten nach Schmölln zum 1. Januar 2019 gibt es einen Ortsteilrat – wie folgt zusammen:
- Feuerwehrverein e. V. Wildenbörten, Kreis Altenburger Land – 3 Sitze (59,12 %)
- Sportverein Wildenbörten – 1 Sitz (40,88 %)

Die Wahlbeteiligung lag bei 72,6 %.

### (Ortsteil-)Bürgermeister
Gerhard Fischer gewann die Wahlen zum ehrenamtlichen Bürgermeister 1994 (91,0 %), 1999 (85,9 %), 2004 (97,3 %), 2010 (97,2 %) und 2016 (56,4 %) jeweils im ersten Wahlgang. 2021 ist Matthias Mielke, welcher die Wahl 2016 noch gegen Gerhard Fischer verlor, zum neuen Ortsteilbürgermeister gewählt worden und seitdem in diesem Amt tätig.
Bei der Kommunalwahl am 26. Mai 2024 wurde Matthias Mielke als Ortsteilbürgermeister mit 95,86 % der Stimmen wiedergewählt.

## Wirtschaft und Infrastruktur
Wildenbörten ist über die L 2169 mit Untschen im Süden und Hartha im Norden verbunden. Die K 525 führt über Drogen nach Schmölln und die K 529 über Dobra und Hartroda nach Drosen. Gemeindestraßen verbinden Wildenbörten zusätzlich mit Graicha und Löbichau. Wildenbörten liegt im Mitteldeutschen Verkehrsverbund. Die THÜSAC Personennahverkehrsgesellschaft bedient an Werktagen (außer samstags) die Buslinie 353 Schmölln–Beerwalde-Ronneburg-Gera und seit 1. August 2024 die Rufbus-(Takt-)Bus-Linie 680 Schmölln-Altkirchen-Kertschütz-Dobitschen-Posa-Meuselwitz. Die nächste Bahnstation befindet sich im drei Kilometer südlich gelegenen Nöbdenitz.